# Bigelf
I Bigelf sono un gruppo progressive rock statunitense nato a Los Angeles nel 1991. La loro musica riprende le sonorità di band classiche degli anni sessanta e settanta, come Black Sabbath, Beatles, Pink Floyd, King Crimson, Queen, Deep Purple e Uriah Heep rielaborandole in modo personale. Sia in studio che nelle esibizioni dal vivo i Bigelf utilizzano strumenti originali degli anni '60 e '70, come ad esempio l'Hammond C3 con un Leslie 122, un Mellotron del 1972, un Korg MS-20, Haymans e Ludwig Vistalite drums per la batteria, Ampeg SVT e basso Fender.

## Storia del gruppo
I Bigelf furono fondati da Damon Fox e Richard Anton nel 1991 a Los Angeles, California. La formazione originale comprendeva Damon Fox (voce/tastiere/chitarra), A.H.M. Butler-Jones (voce/chitarra), Richard Anton (voce/basso) e Thom Sullivan (batteria).
Nella primavera del 1995 i Bigelf registrarono l'EP Closer To Doom co-prodotto da Sylvia Massy. L'album, che conteneva 6 brani, fu pubblicato nel 1996, consacrandoli come 'fondatori' del movimento psychedelic doom che si sviluppò a Los Angeles in quel periodo. Steve Frothingham subentrò a Thom Sullivan alla fine del '95. Poco dopo anche il cofondatore Richard Anton uscì dal gruppo.
Nell'estate del 1997 il trio registrò l'album Money Machine, che fu pubblicato dalla casa discografica svedese di prog e heavy metal Record Heaven nell'autunno del 2000. Seguì una tournée in Scandinavia durante la quale i Bigelf tornarono ad essere un quartetto con l'ingresso del bassista finlandese Duffy Snowhill, che debuttò nell'EP Goatbridge Palace contenente 6 brani, tra cui 4 tracce live registrate a Stoccolma nel dicembre del 2000. Nel 2001 il chitarrista A.H.M. Butler-Jones fu colpito da un coma diabetico durante il tour in Svezia (rimase in coma fino alla morte per polmonite il 31 dicembre 2009); da allora Damon Fox dedica all'amico scomparso il brano "Disappear" durante le esibizioni dal vivo. Due brani del nuovo album Into the Maestrom, "Mr. Harry McQuhae" e "High" sono dedicati alla sua memoria.
Il chitarrista finlandese Ace Mark subentrò al posto di Andy H.M. Butler-Jones; Damon Fox rimase pertanto l'unica voce solista e compositore dei nuovi brani del gruppo.
Con la nuova formazione, nel 2002 i Bigelf firmarono un contratto con la Warner Music Sweden, con la quale l'anno successivo registrarono l'album Hex. I Bigelf diventarono un gruppo cult all'estero, specialmente nel nord Europa.
Nell'agosto del 2008 i Bigelf pubblicarono l'album Cheat The Gallows con la Custard Records di Linda Perry. L'album contiene il singolo "Money, It's Pure Evil".
Nel 2009 i Bigelf accompagnarono i Dream Theater nel Progressive Nation 2009 Tour assieme a Scale the Summit e Zappa Plays Zappa negli Stati Uniti nei mesi di luglio e agosto 2009 e con gli Opeth e gli Unexpect nel tour europeo da settembre a novembre 2009.
Nel febbraio 2010 tornarono in Europa come headliner nel Cheat the Gallows Tour assieme ai Priestess di Montreal, con due date in Italia, il 12 febbraio al New Age Club di Roncade (TV) e il 13 febbraio al Tunnel di Milano.
Nel marzo 2010 effettuarono una tournée con i Dream Theater in Messico e in Sud America, mentre in aprile-maggio 2010 suonarono negli Stati Uniti e in Canada come gruppo di supporto dei Porcupine Tree.
Parteciparono alla prima edizione dell'High Voltage Festival che si tenne a Victoria Park, Londra, il 24-25 luglio 2010.
Nell'agosto del 2010, dopo una serie di concerti in Giappone ci fu una battuta d'arresto dovuta a motivi personali, finanziari e famigliari; il chitarrista Ace Mark lasciò il gruppo nell'estate del 2011. Seguì una lunga pausa di riflessione, durante la quale Mike Portnoy, ormai ex-batterista dei Dream Theater, incoraggiò Damon Fox a non mollare, offrendo il suo supporto e il suo contributo.
Nel settembre 2012 Damon Fox annunciò sul sito ufficiale della band e su Facebook che stava lavorando a un nuovo album dei Bigelf.
Il 3 aprile 2013 la casa discografica Inside Out Music annunciò che i Bigelf avevano firmato il contratto e che avrebbero pubblicato un album verso la fine dell'anno. Fox lavorò alla stesura dell'album con la collaborazione di Mike Portnoy, secondo quanto riportato dagli annunci della Inside Out, nelle interviste a Damon Fox e nei post pubblicati su Twitter dallo stesso Mike Portnoy. Il chitarrista Luis Carlos Maldonado, amico di vecchia data di Damon Fox, fu invitato a contribuire al nuovo album con assoli e qualche nota di colore, e a suonare con il gruppo al Progressive Nation at Sea, festival prog svoltosi durante una crociera da Miami a Great Stirrup Cay e Grand Bahama Island dal 18 al 22 febbraio 2014.
Il nuovo album, Into the Maelstrom, che è uscito in Europa il 3 marzo 2014 e negli Stati Uniti il 1º aprile 2014, sta ricevendo recensioni positive.

## Discografia
Album in studio
- 2000 - Money Machine
- 2003 - Hex
- 2008 - Cheat the Gallows
- 2014 - Into the Maelstrom

EP
- 1996 - Closer to Doom
- 2001 - Goatbridge Palace
- 2003 - The Madhatter

## Formazione

### Formazione attuale
- Damon Fox - voce, organo Hammond, Mellotron, pianoforte, chitarra (dal 1991)
- Luis Carlos Maldonado - chitarra (dal 2013)
- Duffy Snowhill - basso (dal 2000)
- Steve Frothingham detto "Froth" - batteria, gong (1995-presente)

### Ex-componenti
- A.H.M Butler-Jones - voce, chitarra (1991-2001)
- Richard Anton - voce, basso (1991-1995)
- Thom Sullivan - batteria (1991-1995)
- Ace Mark - chitarra solista e ritmica, chitarra slide (2002-2011)

### Turnisti
- Mike Portnoy - batteria (2013)
- Baron Fox - batteria (2014)